# Brtonigla (kommun)
Brtonigla är en ort i Kroatien.   Den ligger i länet Istrien, i den västra delen av landet, 190 km väster om huvudstaden Zagreb. Brtonigla ligger 111 meter över havet och antalet invånare är 831.
Terrängen runt Brtonigla är platt åt nordväst, men åt sydost är den kuperad. Terrängen runt Brtonigla sluttar västerut. Runt Brtonigla är det ganska tätbefolkat, med 124 invånare per kvadratkilometer. Närmaste större samhälle är Poreč, 17,5 km söder om Brtonigla. Omgivningarna runt Brtonigla är en mosaik av jordbruksmark och naturlig växtlighet.